# Lissochelifer depressus
Espèce
Synonymes
- Chelifer depressus C. L. Koch, 1843

Lissochelifer depressus est une espèce de pseudoscorpions de la famille des Cheliferidae.

## Distribution
Cette espèce est endémique d'Inde.

## Publication originale
- C. L. Koch, 1843 : Die Arachniden. Getreu nach der Natur abgebildet und beschrieben. C. H. Zeh'schen Buchhandlung, Nürnberg, vol. 10, p. 37-142 (texte intégral).